# Береговий (Каслинський район)
Береговий (рос. Береговой) — селище у Каслинському районі Челябінської області Російської Федерації.
Входить до складу муніципального утворення Берегове сільське поселення. Населення становить 1815 осіб (2010).

## Історія
Від 27 лютого 1924 року належить до Каслинського району Челябінської області.
Згідно із законом від 16 листопада 2004 року органом місцевого самоврядування є Берегове сільське поселення.

## Населення
| 2002 | 2010  |
| ---- | ----- |
| 2136 | ↘1815 |